# Plutorectella abdominalis
Plutorectella abdominalis är en fjärilsart som beskrevs av Embrik Strand 1924. Plutorectella abdominalis ingår i släktet Plutorectella och familjen säckspinnare. Inga underarter finns listade i Catalogue of Life.